# Цінамхарі (Пасанаурі)
Цінамхарі (груз. წინამხარი) — село в Грузії.
За даними перепису населення 2014 року в селі проживає 37 осіб.